# Lengyel–litván–lovagrendi háború (1422)
1422-es lengyel-litván-lovagrendi háború a Német Lovagrend harca a Lengyel–Litván Unió ellen 1422-ben. Egyik neve Golubi háború.
A grünwaldi csatában végleges döntő vereséget szenvedő lovagok többször is kísérletet tettek elvesztett hatalmi pozíciójuk visszaszerzésére. 1414-ben már indítottak egy támadást, amely kudarcba fulladt.
Most Michael Küchmeister von Sternberg újból hadat üzent Lengyelország–Litvániának.
A lovagok főleg német zsoldosokból álló seregének egyik fele a lengyelek nyugati területeit (Nagy-Lengyelországot) támadta, míg a másik Szamogitiát, melyet az első thorni béke értelmében kellett visszaadni annak idején Litvániának.
II. (Jagelló) Ulászló vezette lengyel hadak (melyhez a moldvai fejedelem is csatlakozott katonáival) bevették Löbaut és Riesenburgot, majd Gollubot és Schönseet, majd Marienburg előtt győzedelmeskedtek a lovagokon. Szeptember 27-én békét kötöttek a lengyelekkel a Melno-tónál, amely a toruńi béke megerősítése volt.
A lovagrend 1410 utáni második veresége tovább apasztotta erejét és még két nagyobb háborúban (1431-32, 1435) vesztett, ezekben már csak a lengyel királlyal hadakoztak.